# West Rockhampton
West Rockhampton är en del av en befolkad plats i Australien. Den ligger i regionen Rockhampton och delstaten Queensland, omkring 520 kilometer nordväst om delstatshuvudstaden Brisbane. Antalet invånare är 1 457.
Närmaste större samhälle är Rockhampton, nära West Rockhampton. 
I omgivningarna runt West Rockhampton växer huvudsakligen savannskog. Runt West Rockhampton är det glesbefolkat, med 20 invånare per kvadratkilometer. Genomsnittlig årsnederbörd är 1 140 millimeter. Den regnigaste månaden är januari, med i genomsnitt 296 mm nederbörd, och den torraste är augusti, med 18 mm nederbörd.